# Jan Höck
Jan Höck (* 1955) je český úředník.
Od roku 1993 byl zástupcem ředitele Státního fondu tržní regulace. Od roku 1998 vedl celý fond. Od roku 2000 byl ředitelem Státního zemědělského intervenčního fondu. Milena Vicenová ho za údajnou špatnou komunikaci a opozděné vyplácení některých dotací 17. září 2006 odvolala.
Od roku 2009 byl ředitelem státní příspěvkové organizace Národní hřebčín Kladruby nad Labem, kam ho v prosinci 2009 jmenoval úřednický ministr zemědělství Jakub Šebesta. Odvolán byl ministrem zemědělství Petrem Bendlem 27. 6. 2012, dle vyjádření Ministerstva zemědělství se ministr "k tomuto kroku rozhodl na základě poznatků, které přinesla kontrola ministerstva zemědělství coby zřizovatele organizace, zaměřená na oblast prodeje a chov koní a veřejné zakázky, a také s ohledem na rozdílné pohledy na pojetí budoucího fungování organizace".